# Adams Hall
Adams Hall, född 19 april 2001 på Walnut Hall Farm i Lexington i Kentucky i USA, är en amerikansk travare. Säsongerna 2003–2004 tränades han i USA av Ross Croghan, och därefter i Sverige av Åke Svanstedt.
Adams Hall tävlade mellan 2003 och 2009 och sprang in 3,6 miljoner kronor på 64 starter varav 14 segrar, 14 andraplatser och 12 tredjeplatser. Bland hans främsta meriter räknas andraplatsen i Olympiatravet (2008) och en tredjeplats i Årjängs Stora Sprinterlopp (2007). 

## Karriär
Adams Hall började tävla i Nordamerika som tvååring, och gjorde under debutsäsongen fem starter för sin tränare Ross Croghan. Som bäst blev han tvåa i Bluegrass Stakes på The Red Mile som bäst. Som treåring startade han åtta gånger och vann en. 
Som fyraåring togs Adams Hall över till Sverige, och sattes i träning hos Åke Svanstedt. Han debuterade för Svanstedt den 25 mars 2005 i ett fyraåringslopp på Färjestadstravet, som han vann. Sin penningmässigt bästa säsong hade Adams Hall under säsongen 2008, då han sprang in nästan en miljon kronor. Den 19 april 2008 blev Adams Hall tvåa i Olympiatravet på Åbytravet tillsammans med Johnny Takter i sulkyn. Svanstedts två andra hästar i loppet, Finders Keepers (körd av Stefan Söderkvist) och Torvald Palema (körd av Svanstedt själv) kom på tredje, respektive första plats.
Adams Hall gjorde sin sista start i 2009 års upplaga av Olympiatravet på Åbytravet. I loppet kördes han av Johnny Takter, och slutade på en femteplats.

### Avelskarriär
Efter avslutade tävlingskarriär var Adams Hall uppstallad på Stuteri Palema i Edsvära. Han har till januari 2019 fått 334 svenskregistrerade avkommor, varav åtta miljonärer. Den vinstrikaste avkomman är Candor Hall. Under 2014 såldes och exporterades han till Ryssland.